# Bastioni di Copenaghen

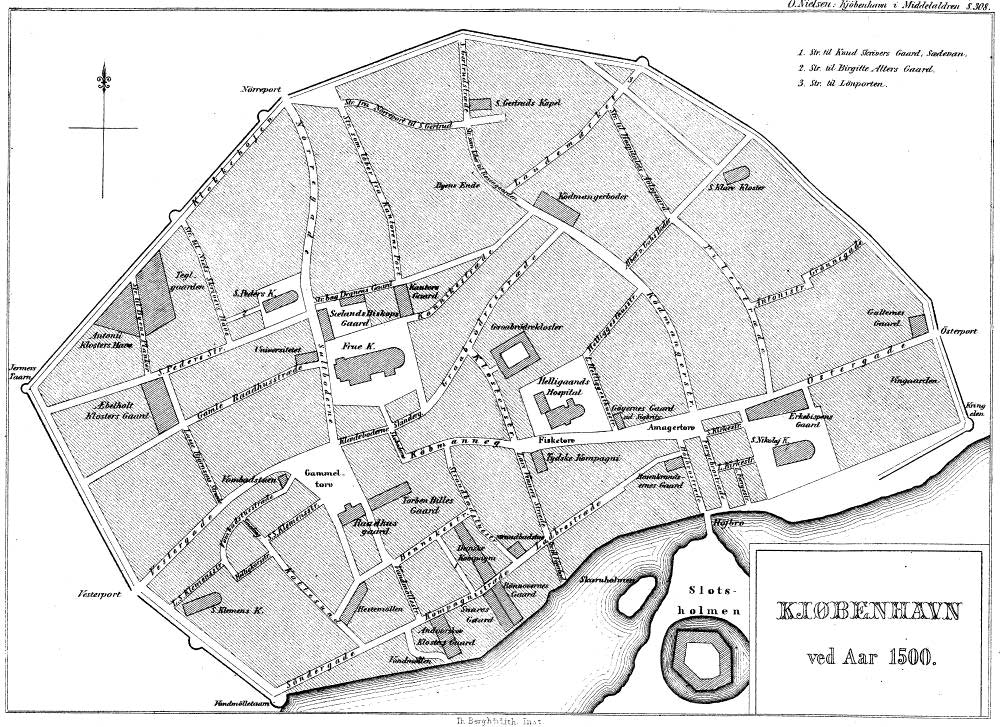
Mura medievali di Copenaghen del 1500.

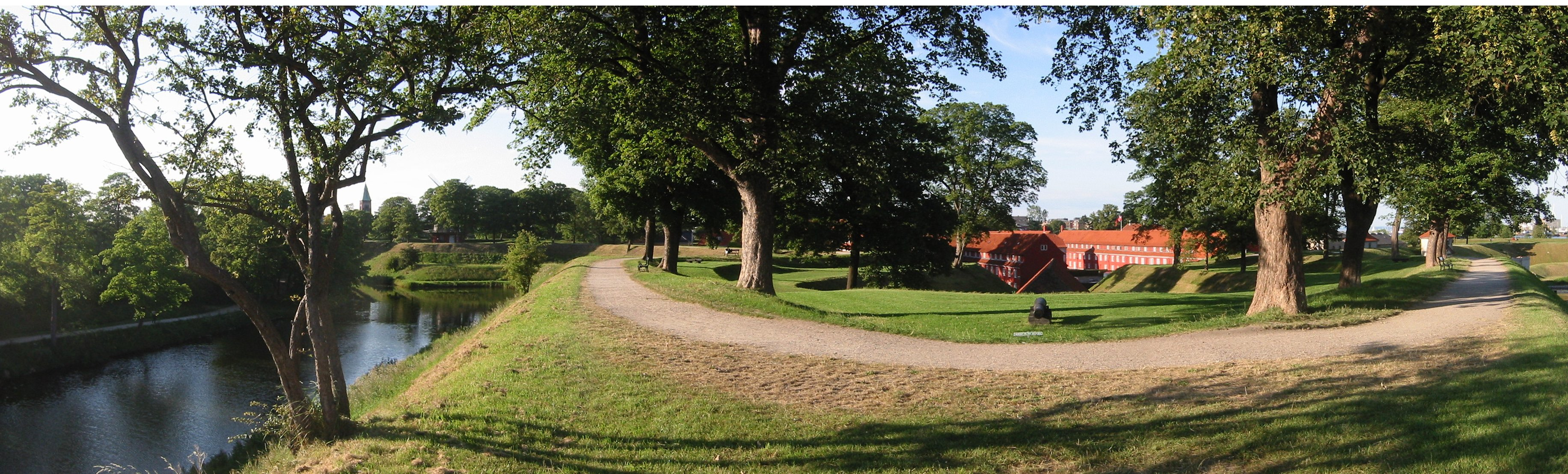
La vecchia cittadella di Kastellet e i suoi bastioni riqualificati per una passeggiata.

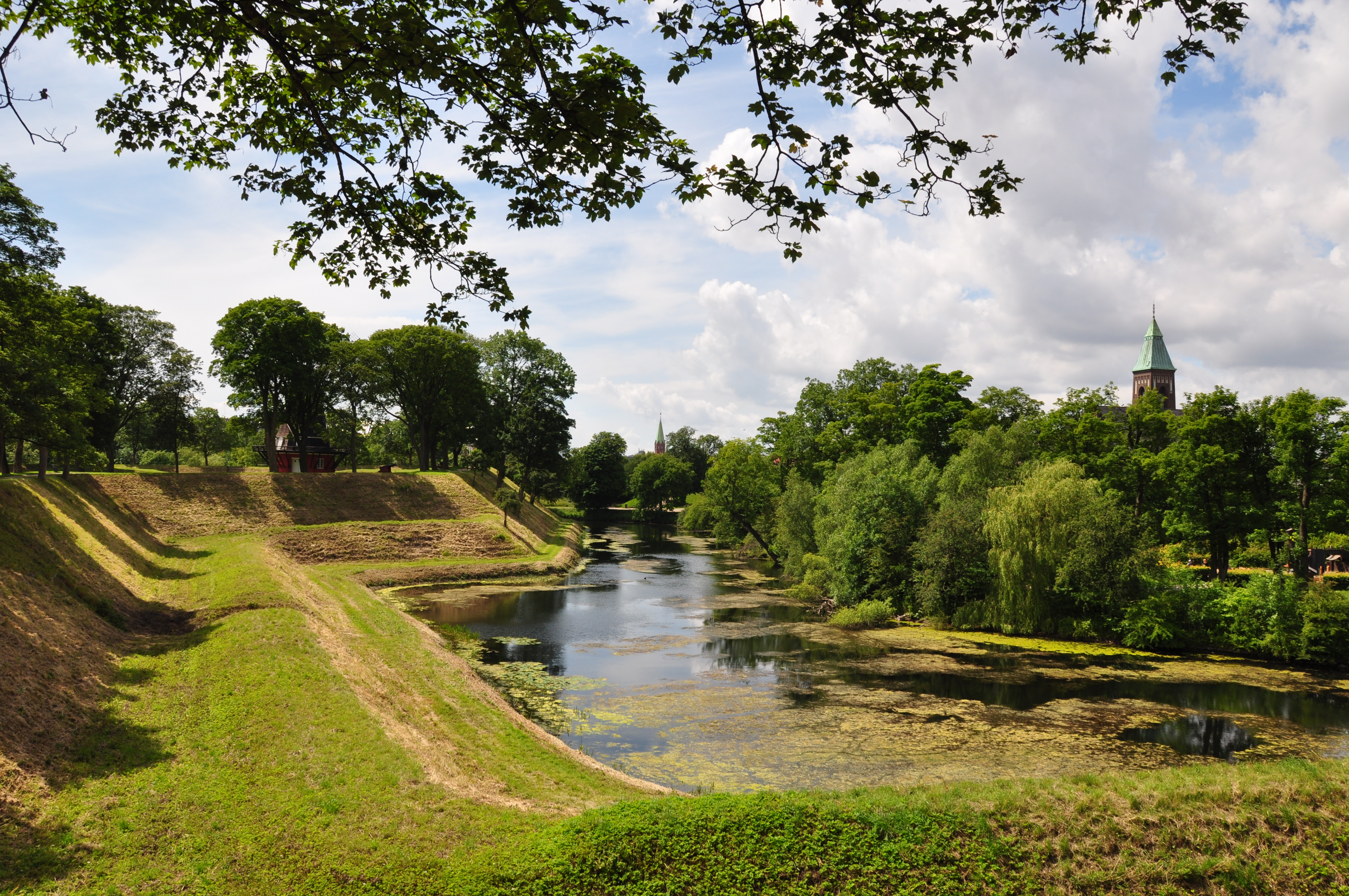
Antichi fossati trasformati in uno stagno.

I bastioni di Copenaghen sono le antiche fortificazioni della città di Copenaghen, capitale della Danimarca.
I bastioni furono presenti a Copenaghen fino all'inizio del XIX secolo, furono poi smantellati nella seconda metà dello stesso secolo, lasciando il posto a piazze (come Rådhusplads), parchi e giardini pubblici con numerosi laghi e stagni che formano una cintura verde attorno al centro storico di Indre By a Copenaghen, nonché ampi viali come H.C. Andersens Boulevard.

## Storia
I bastioni di Copenaghen furono costruiti nel XVII secolo, sotto gli ordini del re Cristiano IV di Danimarca. Questa linea difensiva consisteva in una successione di bastioni, mura, formando una cittadella dal suo punto centrale il Kastellet di Copenaghen. Dall'ingresso del mare di Peblinge Sø è stato costruito un ascensore per contenere e rafforzare le difese di Copenaghen creando una serie di laghi che formano il Søerne.
Durante la battaglia di Copenaghen, nel 1807, la flotta britannica bombardò la marina danese danneggiando gravemente la capitale, parte dei bastioni, e il resto della città.
Nel 1848 durante la prima guerra dello Schleswig, nessun attacco tedesco ebbe come obbiettivo le fortificazioni di Copenaghen.
Come risultato dell'inutilità di questi bastioni, il re Cristiano VIII di Danimarca creò una commissione sul futuro di queste fortificazioni. Due anni dopo, la suddetta commissione ne propose lo smantellamento.
Tra il 1856 e il 1858 le porte delle mura fortificate furono distrutte. Nel 1868 iniziò lo smantellamento dei vecchi bastioni. Fu un progetto a lungo termine che durò fino all'inizio del XX secolo. Solo i resti della Torre Jarmers furono salvati dalla distruzione e sorgono ancora al crocevia delle due arterie principali di Copenaghen, H.C. Andersens Boulevard e Nørre Voldgade.
Allo stesso tempo, la capitale danese acquisì nuove difese, tra cui la costruzione di due isole artificiali, Middelgrundsfortet e Flakfortet, situate nel Øresund di fronte a Copenaghen. Fu costruita anche la fortezza marittima di Trekroner all'ingresso del porto di Copenaghen a nord della capitale danese. Dopo la prima guerra mondiale, la vocazione militare dell'edificio scomparve quasi completamente.
I fossati sono stati riqualificati in stagni e laghi come quelli del parco Ørstedsparken.